# Leif Hummelstedt
Leif Erik Ingmar Hummelstedt, född 13 juli 1927 i Maxmo, död 16 januari 1989, var en finländsk kemiingenjör. 
Hummelstedt blev student 1946, diplomingenjör 1951 och disputerade för doktorsgraden vid Massachusetts Institute of Technology 1959. Han var biträdande bibliotekarie vid Kymmene Ab:s huvudlaboratorium i Kuusankoski 1951–1955, forskningsassistent vid Massachusetts Institute of Technology 1956–1959, forskningskemist vid E.I. du Pont de Nemours & Co i Gibbstown, New Jersey, 1959–1960, tillförordnad professor i allmän kemisk teknologi vid Åbo Akademi 1961–1962 och professor där 1962–1989. Han skrev Photometric Studies of Nonaqueous Acid-Base Reactions (akademisk avhandling, 1959) samt artiklar i kemiska facktidskrifter.